# مايك هال (لاعب اتحاد الرغبي)
مايك هال (بالإنجليزية: Mike Hall)‏ هو لاعب اتحاد الرغبي بريطاني، ولد في 13 أكتوبر 1965 في بريدجند ‏ في المملكة المتحدة.

## وصلات خارجية
- مايك هال عل موقع إسبنسكروم (الإنجليزية)
- مايك هال على موقع ItsRugby.co.uk (الإنجليزية)